# Hot R&B/Hip-Hop Songs
Hot R&B/Hip-Hop Songs je lista najpopularnijih R&B i hip hop singlova u Sjedinjenim Američkim Državama. Top ljestvica je osnovana 1942. godine, koja je služila samo za najpopularnije pjesme Afroamerikanaca.

## Imena kroz povijest top ljestvice
| Datumski razmaci               | Naziv                            |
| ------------------------------ | -------------------------------- |
| Listopad 1942. – Veljača 1945. | The Harlem Hit Parade            |
| Veljača 1945. – Lipanj 1949.   | Race Records                     |
| Lipanj 1949. – Listopad 1958.  | Rhythm & Blues Records           |
| Listopad 1958. – Studeni 1963. | Hot R&B Sides                    |
| Studeni 1963. – Siječanj 1965. | Nije postojalo                   |
| Siječanj 1965. – Kolovoz 1969. | Hot Rhythm & Blues Singles       |
| Kolovoz 1969. – Srpanj 1973.   | Best Selling Soul Singles        |
| Srpanj 1973. – Lipanj 1982.    | Hot Soul Singles                 |
| Lipanj 1982. – Listopad 1990.  | Hot Black Singles                |
| Listopad 1990. – 1999.         | Hot R&B Singles                  |
| 1999. – 2005.                  | Hot R&B/Hip-Hop Singles & Tracks |
| 2005. –danas                   | Hot R&B/Hip-Hop Songs            |
| 2009. –danas                   | R&B/Hip-Hop Songs                |

## Statistike
- Izvođači s najviše broj jedan singlova na top ljestvici:

1. Aretha Franklin - 20
2. Stevie Wonder - 19
3. Louis Jordan - 18
4. James Brown - 17
5. Janet Jackson - 16
6. Marvin Gaye - 13
7. Michael Jackson - 13
8. R. Kelly - 11
9. Usher - 11

## Poveznice
- Billboard
- Hip hop
- R&B

## Vanjske poveznice
- Službena stranica
- Trenutni Hot R&B/Hip-Hop Songs